# Milanów
Milanów è un comune rurale polacco del distretto di Parczew, nel voivodato di Lublino.
Ricopre una superficie di 116,64 km² e nel 2004 contava 4 171 abitanti.